# Ю̀
Cette page contient des caractères spéciaux ou non latins. S’ils s’affichent mal (▯, ?, etc.), consultez la page d’aide Unicode.
 (novembre 2024).
Le iou accent grave (capitale Ю̀, minuscule ю̀) est une lettre de l'alphabet cyrillique utilisée dans certaines langues lorsque l’intonation est indiquée à l’aide de l’accent grave.

## Utilisations
Le Ю̀ est utilisé en bulgare lorsque l’intonation d’une syllabe est indiquée sur la voyelle Ю.

## Représentation informatique
Le iou accent grave peut être représenté avec les caractères Unicode suivants :
- décomposé (cyrillique, diacritiques) :

| formes    | représentations | chaînes de caractères | points de code | descriptions                                             |
| --------- | --------------- | --------------------- | -------------- | -------------------------------------------------------- |
| capitale  | Ю̀               | Ю◌̀                    | U+042E U+0300  | lettre majuscule cyrillique iou diacritique accent grave |
| minuscule | ю̀               | ю◌̀                    | U+044E U+0300  | lettre minuscule cyrillique iou diacritique accent grave |